# Давыдов, Николай Николаевич
Никола́й Никола́евич Давы́дов (1860—1920) — сызранский уездный предводитель дворянства, камергер.

## Биография
Из потомственных дворян Симбирской губернии. Крупный землевладелец, одно из родовых имений — Верхняя Маза в Сызранском уезде.
Сын отставного штабс-капитана лейб-гвардии Семёновского полка Николая Денисовича Давыдова (1825—1885) и жены его Софьи Петровны Бестужевой. Внук знаменитого партизана-поэта Дениса Давыдова.

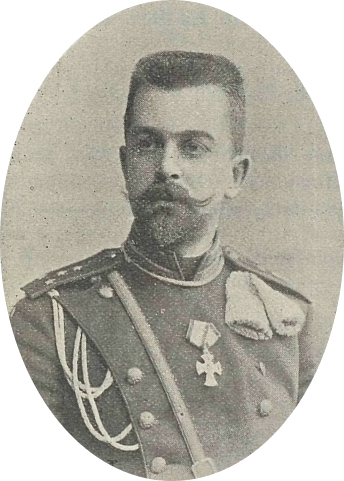

В 1880 году окончил Пажеский корпус, откуда был выпущен корнетом в лейб-гвардии Уланский Её величества полк. В 1893 году вышел в отставку в чине ротмистра с мундиром и посвятил себя общественной деятельности. С 1893 года избирался гласным Сызранского уездного и Симбирского губернского земских собраний. В 1900 году был избран сызранским уездным предводителем дворянства, в каковой должности состоял до 1915 года. Во время русско-японской войны был уполномоченным Красного Креста по городу Сызрани.
Кроме того, состоял почётным мировым судьёй Сызранского судебно-мирового округа, членом Попечительного совета Сызранской 1-й женской гимназии и председателем Попечительного совета 2-й женской гимназии. Имел чин действительного статского советника (1913), состоял в придворном звании камергера (1906).
В годы Первой мировой войны состоял председателем сызранского отделения Комитета великой княжны Татьяны Николаевны для оказания помощи пострадавшим от военных бедствий.
Умер в 1920 году.

## Семья
Был женат на дочери шталмейстера Александре Алексеевне Амбразанцевой-Нечаевой. Их сын:
- Николай (1897—1971), переводчик. Был женат на Вере Афанасьевне Булгаковой, сестре писателя М. А. Булгакова. В 1935 году был выслан в Актюбинскую область на пять лет. Во время Великой Отечественной войны участвовал в партизанском отряде. Работал бухгалтером, затем главным бухгалтером и даже опубликовал пособие по бухгалтерскому делу, но работать преподавателем ни в одном ВУЗе не мог из-за дворянского происхождения. Детей в браке не было.

## Награды
- Орден Святого Станислава 2-й ст. (1902)
- Орден Святого Владимира 4-й ст. (1905)
- Орден Святой Анны 2-й ст. (по статуту, 1912)
- медаль «В память царствования императора Александра III»
- медаль «В память коронации императора Николая II»
- медаль «В память 100-летия Отечественной войны 1812 г.»
- медаль «В память 300-летия царствования дома Романовых»

Иностранные:
- черногорский орден Князя Даниила I 4-й ст.